# Wishbone - Chú chó nhỏ và màn kịch lớn
Wishbone là một bộ phim truyền hình dành cho trẻ em được phát sóng từ năm 1995 đến năm 1998 tại Hoa Kỳ. Nhân vật chính là một chú chó biết nói tên Wishbone, chú sống với chủ của mình là Joe Talbot ở một thị trấn tưởng tượng có tên Oakdale, Texas. Wishbone lúc nào cũng liên tưởng những sự việc diễn ra hàng ngày với chú và mơ mộng rằng mình chính là nhân vật chính của các câu chuyện cực kỳ thú vị trong văn học cổ điển, chú vẽ ra trước mắt chúng ta một thế giới tưởng tượng của câu chuyện mà chú đóng vai chính cùng song hành với thế giới thực của Joe và bạn của cậu ta, chú chó nhỏ này được biết đến như là "chú chó nhỏ và màn kịch lớn".
Câu chuyện theo bước những mộng mơ của chú, chú lúc nào cũng sắm vai trong các câu chuyện nổi tiếng trong văn học. chỉ có người xem và các nhân vật trong thế giới tưởng tượng mới nghe được những gì Wishbone nói. Và hơn thế, các nhân vật trong thế giới tưởng tượng của Wishbone nhìn chú ta với ánh mắt không phải là một chú chó.
Phim từng được trình chiếu tại Việt Nam trên HTV9 với tựa đề tiếng Việt là 'Wishbone - Chú Chó Nhỏ và Màn Kịch Lớn'

## Nhân vật
- Wishbone: là một chú chó ngoan, lúc nào cũng tưởng tượng ra một thế giới song song của văn học cổ điển cùng tồn tại với thế giới thực của chú và người bạn là con người của mình. Wishbone là một chú chó đực đốm 3 màu giống Jack Russell Terrier (toàn thân trắng với các đốm nâu và đen). Chú sống với gia đình Talbots ở nhà của họ trên đại lộ Forest ở Oakdale. Trong cuộc sống bình thường, không ai có thể nghe thấy Wishbone nói, ngoại trừ kháng giả thì có thể. Chú luôn cố gắn gây ấn tượng và tự nhủ rằng con người sẽ có thể nghe được chú nói nếu họ thực sự chú ý và để tâm đến, nhưng chú cũng hiểu là thực sự họ sẽ chằng bao giờ làm được như vậy. Trong những câu chuyện cổ điển mà cậu tưởng tượng mình là một nhân vật trong đó, con người có thể nghe thấy cậu nói và mọi người đều đối xử với cậu như một con người.
- Joe Talbot: Chủ của Wishbone, là con một của Steve và Ellen Talbot. Joe có mái tóc nâu và có niềm đam mê lớn với thể thao, đặc biệt là bóng rổ. Joe chơi trong đội bóng rổ của trường trung học Sequoyah. Bạn thân của Joe là Samantha Kepler và David Barnes. Cha của Joe là Steve, một huấn luyện viên bòng rổ, mất do bệnh thiếu máu khi Joe được sáu tuổi.
- David Barnes: là bạn thân nhất của Joe và Sam và là hàng xóm của Joe. Cậu sống với gia đình mình tại đại lộ Forest, các anh cậu là Nathan và Ruth Barnes và cô em gái Emily. David muốn sau này trở thành một nhà khoa học.
- Samantha "Sam" Kepler
- Ellen Talbot
- Wanda Gilmore

## Diễn viên
- Soccer, cùng với các chú chó Slugger, Shiner, Phoebe và Bear trong vai Wishbone
- Larry Brantley - lồng tiếng cho Wishbone
- Jordan Wall - Joe Talbot
- Adam Springfield - David Barnes
- Christie Abbott - Samantha Kepler
- Mary Chris Wall - Ellen Talbot
- Angee Hughes - Wanda Gilmore
- Justin Reese - Nathaniel Bobelesky
- Adan Sanchez - Lee Natonabah/Dan Bloodgood
- Rick Perkins - Mr. Bob Pruitt
- Taylor Pope - Curtis